# Isla Brain
La isla Brian (en inglés: Brain Island) es una isla en el lado norte de la antigua estación ballenera de Husvik, en la bahía Stromness, Georgia del Sur. Se trazó y fue nombrado por el personal de Investigaciones Discovery en 1928.
La isla es administrada por el Reino Unido como parte del territorio de ultramar de las Islas Georgias del Sur y Sandwich del Sur, pero también es reclamada por la República Argentina que la considera parte del Departamento Islas del Atlántico Sur dentro de la provincia de Tierra del Fuego, Antártida e Islas del Atlántico Sur.